# 2024 Ferrari Challenge Europe
A 2024-es Ferrari Challenge Europe a Ferrari Challenge Europe és elődje, a Ferrari Challenge Italy 32. szezonja volt. A szezon 6 fordulóból állt, a nyitánynak az Autodromo Internazionale del Mugello adott otthont 2024. május 2-án és a Nürburgringen ért véget 2024. szeptember 8-án. A szezon előtti teszt a Yas Marina Circuiten zajlott 2024. február elején.

## Autók
Ebben az évben két autótípust láthattunk a mezőnyben:
- Ferrari 296 Challenge
- Ferrari 488 Challenge Evo

A Ferrari pár csapat számára engedélyezte, hogy még használhassák a régebbi autót, a 488-at. Nekik egy külön bajnokság is indult 488 Challenge néven. 2025-től már csak a 296-os modellel lehet nevezni a versenyekre.

## Kategóriák
A 2024-es európai sorozat öt kategóriából állt:
- Trofeo Pirelli
- Trofeo Pirelli Am
- Coppa Shell
- Coppa Shell Am
- 488 Challenge

## Lebonyolítás
A versenyhétvégék lebonyolítása úgy zajlik, hogy 3 nagy csoportra vannak osztva a kategóriák:
- Coppa Shell Am
- Trofeo Pirelli & Trofeo Pirelli Am
- Coppa Shell & 488

Pénteken délelőtt mindegyik csoportnak van egy-egy tesztje, délután pedig a szabadedzések. Szombaton délelőtt rendezik meg az első időmérőket és délután az első futamokat, vasárnap ugyanígy délelőtt a második időmérőket és délután pedig a második futamokat. A tesztek és a szabadedzések hossza 60 perc, az időmérők 30 percesek, míg a versenyek 30 perc + 1 körig tartanak.

## Versenynaptár
| Forduló | Pálya                                | Város          | Dátum              | Pályarajz |
| ------- | ------------------------------------ | -------------- | ------------------ | --------- |
| Teszt   | Yas Marina Circuit                   | Abu-Dzabi      | február 1-4.       |           |
| 1       | Autodromo Internazionale del Mugello | Scarperia      | május 2-5.         |           |
| 2       | Balaton Park Circuit                 | Balatonfőkajár | május 30-június 2. |           |
| 3       | Circuito de Jerez-Ángel Nieto        | Jerez          | június 20-23.      |           |
| 4       | Algarve International Circuit        | Portimão       | július 4-7.        |           |
| 5       | Circuit Paul Ricard                  | Le Castellet   | július 25-28.      |           |
| 6       | Nürburgring                          | Nürburg        | szeptember 5-8.    |           |

## Finali Mondiali
Európán kívül a Ferrari három régióban indít bajnokságokat:
- Ferrari Challenge North America
- Ferrari Challenge United Kingdom
- Ferrari Challenge Japan

2013-tól a négy régió versenyzői az éves világdöntőn (Finali Mondiali) kerülnek össze. Ez az esemény egy olyan futamban csúcsosodik ki, amelyen a Trofeo Pirelli és a Coppa Shell összes sorozatából valamennyi versenyző vesz részt, a Ferrari pedig "világbajnoknak" nyilvánítja a győzteseket. A 2024-es döntőt az imolai Autodromo Enzo e Dino Ferrarin rendezték meg. A legtöbbször, minden második alkalommal és 2023-ban immár hatodszor az Autodromo Internazionale del Mugello adott otthont az eseménynek. A döntőt Válint Bence nyerte.